# Shitaye Eshete
Shitaye Eshete Habtegebrel (ur. 21 maja 1990) – urodzona w Etiopii biegaczka długodystansowa, która startuje na arenie międzynarodowej w barwach Bahrajnu.